# Here and Now (альбом Кенни Чесни)
| Оценки критиков        | Оценки критиков |
| Источник               | Оценка          |
| ---------------------- | --------------- |
| Allmusic               | [ 1 ]           |
| americansongwriter.com | [ 2 ]           |

Нет лучшего места, нет лучшего времени, чем

Здесь и сейчас

Все ждут, но ждут чего?

Лучше жить, потому что всё, что у нас есть, это

Здесь и сейчас.
Here and Now — девятнадцатый студийный альбом американского кантри-певца Кенни Чесни, выпущенный 1 мая 2020 года на лейбле Blue Chair/Warner Bros. Nashville. Альбом дебютировал на первом месте американского хит-парада Billboard 200.

## История
Чесни объявил название альбома и трек-лист в марте 2020 года. На момент анонса из этого проекта уже вышли два сингла: «Tip of My Tongue» и заглавный трек. Альбом Чесни второй, записанный на лейбле Warner Records Nashville. Чесни продюсировал альбом совместно с давним партнёром и продюсером Бадди Кэнноном. Говоря об авторах песен, выбранных для альбома, Чесни сказал, что он хотел «собрать многих своих любимых авторов-песенников вместе», чтобы увязать с основной темой альбома о том «как различны люди во всем мире, но насколько же тем не менее они похожи друг на друга».

## Коммерческий успех
Альбом дебютировал на первом месте в американском хит-параде Billboard 200 с тиражом 233,000 альбомных эквивалентных единиц, включая 222,000 продаж альбома, что стало третьей лучшей неделей 2020 года по продажам на данный момент. При этом было лишь 13 млн стрим-потоков (самый низкий показатель с прошлого года для чарттоппера). Это 9-й его чарттоппер в США и это повтор рекорда для кантри-музыкантов, который ранее принадлежал Гарту Бруксу (у него также девять альбомов побывали на первом месте) и столько же (по 9) у Дрейка, Мадонны, The Rolling Stones и Kanye West. Выше них только The Beatles (19), Jay-Z (14), Брюс Спрингстин (11), Barbra Streisand (11), Эминем (10) и Элвис Пресли (10). Here and Now стал 16-м диском Чесни, попавшим в лучшую десятку top-10. Среди кантри-музыкантов больше только у таких исполнителей как Джордж Стрейт (21), Гарт Брукс (19) и Тим Макгро (18).
Here and Now также возглавил кантри-чарт Top Country Albums, что произошло в 17-й раз в карьере Кенни Чесни.
С 17 альбомами-чарттопперами в Top Country Albums Чесни делит второе-четвёртое место с Гартом Бруксом (17) и Вилли Нельсоном (17) за всю 55-летнюю историю этого чарта. Лидирует по этому показателю Джордж Стрейт (27). Следом идут идут Мерл Хаггард (16), Тим Макгро (16) и Алан Джексон (15).

## Список композиций
| №   | Название             | Автор(ы)                                                | Длительность |
| --- | -------------------- | ------------------------------------------------------- | ------------ |
| 1.  | «We Do»              | Кенни Чесни Craig Wiseman David Garcia Scooter Carusoe  | 3:26         |
| 2.  | «Here and Now»       | Wiseman Garcia David Lee Murphy                         | 2:52         |
| 3.  | «Everyone She Knows» | Josh Osborne Ross Copperman Шейн Маканалли              | 3:25         |
| 4.  | «Wasted»             | Bobby Hamrick Murphy James T. Slater                    | 3:49         |
| 5.  | «Knowing You»        | Adam James Brett James Kat Higgins                      | 3:46         |
| 6.  | «Heartbreakers»      | J. T. Harding Osborne Zach Crowell                      | 3:17         |
| 7.  | «Someone to Fix»     | Jon Nite Carusoe                                        | 3:32         |
| 8.  | «Happy Does»         | Brad Clawson Brock Berryhill Greylan James Jamie Paulin | 2:49         |
| 9.  | «Tip of My Tongue»   | Чесни Эд Ширан Copperman                                | 3:20         |
| 10. | «You Don’t Get To»   | Barry Dean Dustin Christensen Josh Kerr                 | 3:37         |
| 11. | «Beautiful World»    | Murphy Tom Douglas Tony Lane                            | 3:11         |
| 12. | «Guys Named Captain» | Slater                                                  | 4:03         |

## Хит-парады
| Чарт (2020)                        | Высшая позиция |
| ---------------------------------- | -------------- |
| Канада (Canadian Albums Chart)     | 2              |
| Швейцария (Schweizer Hitparade)    | 49             |
| США (Billboard 200)                | 1              |
| США (Billboard Top Country Albums) | 1              |

## Сертификации
| Регион                                                                      | Сертификация | Продажи |
| --------------------------------------------------------------------------- | ------------ | ------- |
| США (RIAA)                                                                  | Золотой      | 500 000 |
| Данные о продажах + прослушиваниях приведены только на основе сертификации. |              |         |